# Eacles pini
Eacles pini är en fjärilsart som beskrevs av Michener 1950. Eacles pini ingår i släktet Eacles och familjen påfågelsspinnare. Inga underarter finns listade i Catalogue of Life.